# اصطلاح‌شناسی پزشکی
اصطلاح‌شناسی پزشکی یا زبان پزشکی به مجموعه واژگان و اصطلاحات پزشکی که برای توصیف بیماری‌ها و اختلالات بالینی و اجزای بدن انسان به کار می‌روند گفته می‌شود. اصطلاحات واژه‌های ساده و پرکاربردی هستند که برای بیان یک مفهوم خاص انتخاب شده‌اند. برای مثال اصطلاح فشارخون به‌طور خاص به افزایش فشار در شریان‌های مرکزی و محیطی اشاره دارد. اصطلاحات پزشکی به وسیله ترکیب پیشوندها و پسوندها با ریشه کلمات ساخته می‌شوند. ریشه کلمات معمولاً از زبان‌های یونانی یا لاتین به عاریت گرفته می‌شوند. در ساخت واژه‌های جدید قواعد زبان‌شناختی به کار می‌رود که باعث ایجاد سادگی در آوایش واژه‌ها می‌شود.
مطالعه ریشه کلمات در ریشه‌شناسی بررسی می‌شود.

## نمونه‌ای از ساخت واژگان
- نفرولوژی (به انگلیسی: Nephrology) از ترکیب واژهٔ نفرون (به یونانی: nephros) به معنی کلیه با پسوند logy که خود از واژه لوگوس به معنی دانش و آگاهی ریشه گرفته و به صورت پسوند به کار می‌رود ساخته شده‌است.